# Aalborg Aces
Aalborg Aces er et dansk skaterhockeyhold der hører hjemme ved Tornhøjhallen i Aalborg Øst. Klubben er genstartet under ny bestyrelse og er blevet optaget i DIU i foråret 2009. Arbejdet med at lave en "rigtig" skaterhockey klub startede i 2007, hvor man besluttede at flytte fra en lille bane i universitets campus til banen ved Filstedvejens Skole. Nu ser det ud til at der er kommet vind i sejlende og kommunen og unionen er begyndt at hjælpe Aalborg Aces. Desuden er drømmen om at komme med til turneringer blevet større både i form af flere senior spille og junior spiller men også med optagelsen i forbundet. Klubben håber desuden at kunne skabe større interesse i hele Jylland for sporten. Klubben er desuden åben for begyndere såvel som erfarne ishockey-/skaterhockey-spillere.
Fra foråret 2012 er klubben flyttet ud til en nybygget bane ved Tornhøjhallen i Aalborg Øst, denne bane er blevet til i et samarbejde med Aalborg Kommune, kvarterværkstedet og klubbens medlemmer som mod den økonomiske støtte selv har skulle ligge arbejdstimerne til at opfører banen. Aces Arena bliver den første skaterhockeybane i Jylland med plexiglas i enderne. 
| År   | Titel                   |
| ---- | ----------------------- |
| 2010 | 2. Plads 1. division DM |
| 2011 | Vinder Snake City Cup   |
| 2011 | 2. Plads 1. division DM |
| 2012 | 2. Plads Snake City Cup |